# Tracia
La Tracia (in greco antico: Θρᾴκη?, Thràkē, in latino Thracia) è una regione storica, posta nell'estrema punta sudorientale della penisola balcanica. Rispetto ai confini odierni, comprende il nordest della Grecia, il sud della Bulgaria e la Turchia europea. 
I suoi confini sono cambiati nel tempo: secondo i confini stabiliti in seguito alla prima guerra mondiale, i monti Rodopi separano la Tracia greca da quella bulgara, e il fiume Evros (Maritza) separa la Tracia orientale (in Turchia) dalla Tracia occidentale (Grecia). Qui in Tracia i Visigoti si impegnarono a difendere il limes dell'impero Romano. 

## Storia

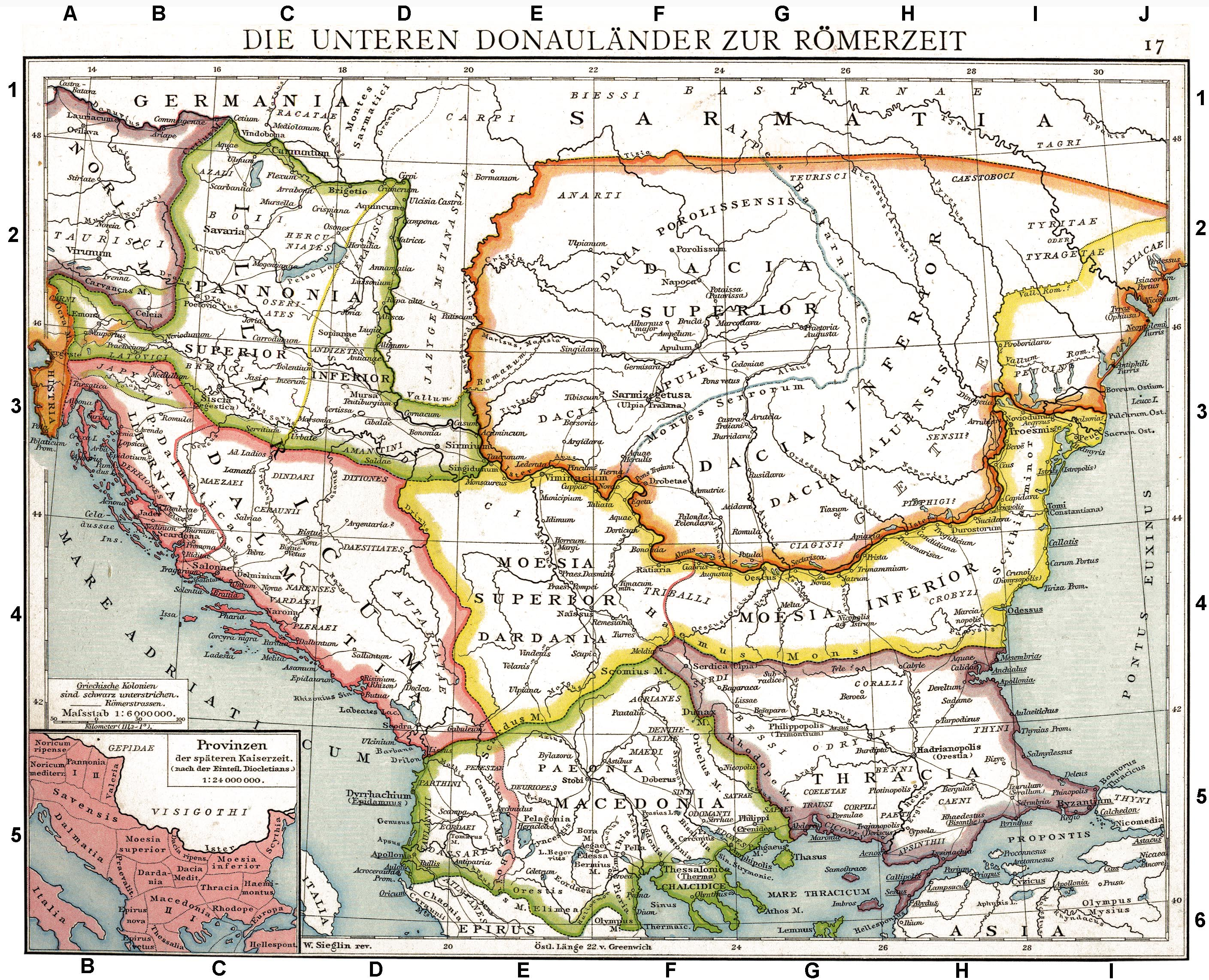
Balcani orientali sotto l'impero romano: Macedonia, Tracia, Illiria, Mesia e Dacia.

La Tracia storica si estendeva ad est della Macedonia verso il Mar Nero e il mar di Marmara, e a sud del Danubio verso il mar Egeo. Il confine tra Macedonia e Tracia corrispondeva praticamente con il corso del fiume Strimone, in greco Στρυμών, Strymōn, famoso per le miniere d'oro della sua foce (miniere d'oro del Pangeo), presso la città di Anfipoli.
Il popolo indoeuropeo dei Traci ha lasciato qualche traccia scritta e archeologica: in Bulgaria si contano circa 19 000 tombe che vengono attribuite alla cultura trace a partire dal IV millennio a.C., ed è dalla Tracia che sono arrivate nella mitologia greca, ad esempio, le figure di Dioniso, Orfeo, Cibele, Reso.
La regione è nota anche per essere la terra natale di Spartaco, autore di una delle più importanti rivolte di schiavi nella storia di Roma.
Il territorio trace fu oggetto nei secoli di molteplici scorrerie, invasioni, colonizzazioni:
- Celti della Grande spedizione del 279 a.C: dal 279 a.C. al 212 a.C. (transitati anche in Asia minore, con il nome di Galati, a costituire l'omonimo regno);
- nel 47 l'imperatore Claudio la eresse a provincia romana, sulla base di accordi conclusi con i re locali: nacque così la provincia romana di Tracia;
- Slavi nel VI secolo;
- a partire dal 679, i Bulgari inglobarono la Tracia nel loro impero ed assimilarono la lingua degli slavi arrivati nel secolo precedente;
- dal 1018 ritornò sotto il dominio di Bisanzio;
- alla fine del XIV secolo cominciò il dominio ottomano.

La dissoluzione dell'Impero ottomano disarticolò il territorio che ricade ora sotto la giurisdizione degli attuali stati nazionali di Turchia, Grecia e Bulgaria.

## Città
- Adrianopoli
- Anchialos
- Apollonia
- Apro
- Bergepoli
- Brea
- Cabile
- Filippopoli
- Mesembria
- Serdica
- Zereia